# Улица Ильяса Эфендиева
Улица Ильяса Эфендиева (азерб. İlyas Əfəndiyev küçəsi) — улица в Баку, в историческом районе Ичери-шехер (Старый город). От улицы Кичик Гала.

## История
Названа в честь классика азербайджанской литературы Ильяса Эфендиева (1914—1996)
В советское время носила имя азербайджанского советского государственного деятеля, члена первого Бакинского Совета рабочих депутатов Мамеда Мамедьярова (1875—1933, азерб. M. Məmmədyarov küçəsi)

## Застройка
Ряд домов на улице объявлен памятниками архитектуры местного значения (д. 9 — один из старейших сохранившихся домов в крепости — 1700 года постройки, д. 43 — XVIII—XIX вв. и др.)

## Достопримечательности
д. 55 — Дом-музей азербайджанского советского художника Таира Салахова, родившегося и выросшего в этом доме
д. 47 — Бегляр-мечеть
д. 40 — Мечеть Чин

## Известные жители
На улице прошли детские годы советского азербайджанского скульптора Фуада Абдурахманова (1915—1971)